# Jalaur (Fluss)
Der Jalaur (eng.: Jalaur River) ist ein Fluss in der Provinz Iloilo auf den Philippinen. Er entspringt den Central-Panay-Bergen an den Osthängen des Bergs Baloy. Der Jalaur hat eine Länge von 123 km und ein Wassereinzugsgebiet von 1503 km², das den Großteil des Nordens und Westens der Provinz Iloilo im Südosten der Insel Panay umfasst. 
Ab seiner Quelle, in der Provinz Antique, fließt der Jalaur in östliche Richtung in einem weiten Flusstal. Seine wichtigsten Nebenflüsse sind der Lamunan, Ulian und der Suague. Ab seinem Zusammenfluss mit dem Lamunan, in der Gemeinde Dueñas, ändert der Jalaur seine Fließrichtung von Ost nach Süd und strebt der Guimaras-Straße entgegen, die er in der Nähe der Gemeinde Leganes erreicht. 